# Óscar Iglesias
Óscar Iglesias Lamas (Lugo, 2 giugno 1989) è un giocatore di calcio a 5 spagnolo.

## Carriera
Portiere cresciuto nelle giovanili del Azkar Lugo Fútbol Sala, a dicembre 2008 è inserito nella rosa che disputa la Division de Honor, si è così guadagnato la convocazione nella Nazionale di calcio a 5 della Spagna Under-21 giunta alle semifinali dello UEFA Under 21 Futsal Tournament 2008.